# ハルティコサウルス
ハルティコサウルス（Halticosaurus longotarsus）は三畳紀後期に生息していた獣脚類の恐竜の一つ。ドイツ南部に産する。肉食で頭部は大きめで腕は短かった。化石が少なく、詳しい事は判っていない。おそらく全長で5～6メートル、手の指は5本ないしは4本だったと思われる。属名の由来は「素速いトカゲ」。